# هانتینگتون‌وودز (میشیگان)
هانتینگتون‌وودز، میشیگان (به انگلیسی: Huntington Woods, Michigan) یک شهر در ایالات متحده آمریکا با جمعیت ۶٬۲۳۸ نفر است که در میشیگان واقع شده‌است.که با جاده‌های ده و یازده مایل به شمال و جنوب و از خیابان وودوارد و بزرگراه کولیج در شرق و غرب محدود شده‌است. این شهر به عنوان «شهر خانه ها» معروف است، زیرا بیشتر از اقامتگاه‌ها تشکیل شده‌است. بخش غربی باغ وحش دیترویت در محدوده شهر واقع شده و در پایه مالیاتی آن نقش دارد. هانتینگتون وودز رتبه ۱۰ بهترین حومه برای زندگی در بازار دیده‌بان شد.